# Stillerska gymnasiet

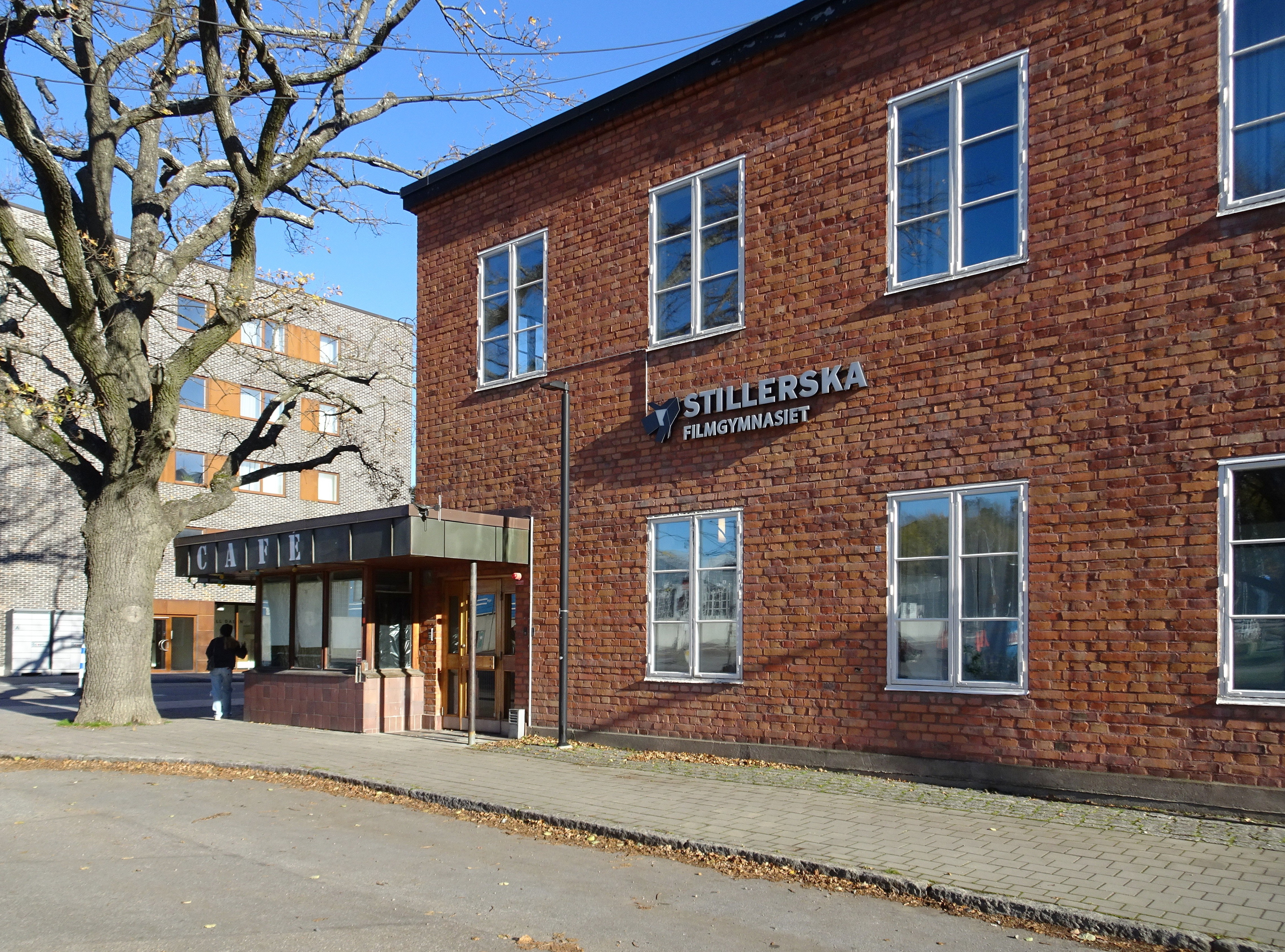
Stillerska Filmgymnasiets byggnad.

Stillerska Gymnasiet (Stillerska Filmgymnasiet) är en gymnasieskola i Dalénumområdet vid Lidingö strand. Skolan grundades 2009 av Anette Lorenzen och är uppkallad efter den svenske regissören Mauritz Stiller, som började sin verksamhet under 1910-talet i Svenska Biografteaterns filmateljé vid Läroverksvägen på Lidingö.

## Verksamhet

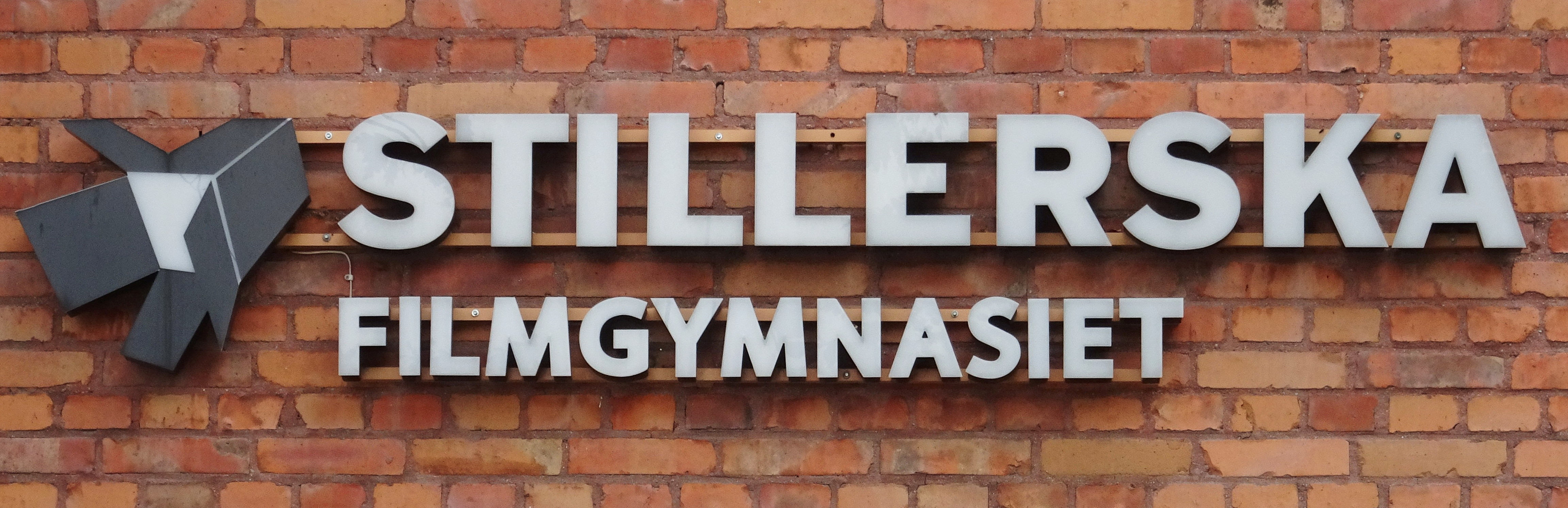
Stillerska Filmgymnasiet.

Stillerska ligger i ett sekelskifteshus i en av AGA:s tidigare industrilokaler. Skolan är en gymnasieskola där eleverna lär sig entreprenörskap inom digitala medier. Skolans ambition är att eleverna får utveckla sina talanger och förmågor inom film, foto, webb, ljud och text samtidigt som de ges högskolebehörighet. Stillerska har plats för 90 elever och erbjuder två högskoleförberedande program, båda med fokus på entreprenörskap inom digitala media.
- Samhällsvetenskapsprogrammet: inriktning medier, information, kommunikation.
- Estetiska programmet: inriktning estetik och media.

## Filmografi (urval)

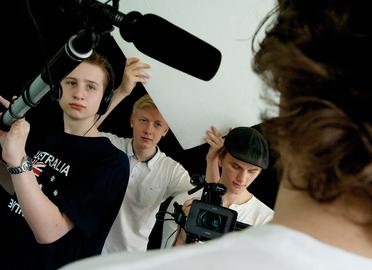
En filmteam vid Stillerska Filmgymnasiet

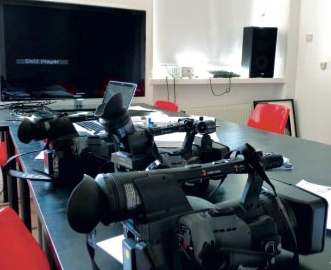
Kamerautrustning

### Kortfilmer
- Life (2012)
- Samlaren (2012) - huvudroll Sven Wollter
- Falsk Garanti (2012) - huvudroll Jakob Stadell
- Grannar (2013)
- Minnen (2013)
- Väggen (2013)
- Långa Snubben Dog (2013) - med Keijo J. Salmela
- Ben & Jerry (2014)
- Håltimmen (2014)
- Arden (2014)
- Jorden (2015)
- Charlie (2015)
- Falsk Garanti (2015)
- Den Svenska Drömmen (2015)
- Stjärnfallet (2016)
- Drivved (2016) - med Kim Sulocki
- De Röda Träden (2016) - huvudroller Magnus Krepper och Roberto Gonzalez
- Välkomna till Soltorp (2017)
- Direct Deposit (2017)
- Memoria (2018)
- Käre Far (2018)
- Stackars Djur (2018) - med Kajsa Ernst, Ann Petrén och Ulf Brunnberg

### Dokumentärfilmer
- Ett jävla jobb (2010)
- Hamid (2011)
- Bara jag (2014)
- SOS Kiosken (2015)
- Skylta med problemen (2015)
- Jag ser, jag hör, jag vet (2016)
- Min Bruno (2016)
- Jag ser, jag hör, jag vet (2016)
- Ensam, inte stark (2017) med Martin Schibbye